# 차가롤로
차가롤로(이탈리아어: Zagarolo)는 이탈리아 라치오주 로마현에 위치한 코무네다.
작곡가 고프레도 페트라시가 태어난 곳이기도 하다.